# Salvador Moyà i Solà
Salvador Moyà i Solà (Palma, Mallorca, 1955) és un paleontòleg, codescobridor de tres noves espècies de Myotragus, expert en primats del Miocè i codescobridor de les noves espècies d'homínids Pierolapithecus catalaunicus i Anoiapithecus brevirostris.
Moyà es llicencià en geologia a la Universitat de Barcelona (UB) on fou un dels darrers alumnes de Miquel Crusafont i Pairó (1910-1983). Els primers treballs de recerca els realitzà a les Illes Balears amb Joan Pons i Moyà, i el resultat fou la descripció de tres noves espècies de Myotragus: M. binigausensis (1980), M. kopperi (1981) i M. pepgonellae (1982). El 1984 es doctorà a la Universitat Autònoma de Barcelona (UAB) amb una tesi sobre els bòvids fòssils del Miocè de la conca del Vallès-Penedès, grup sobre el qual ha publicat nombrosos articles d’investigació. És professor del Departament de Biologia Animal, de Biologia Vegetal i d'Ecologia de la UAB i cap del Grup de Recerca de Paleoprimatologia i Paleontologia Humana de l'Institut Català de Paleontologia Miquel Crusafont, del qual n'ha sigut director.
Ha participat en diversos projectes nacionals i internacionals, entre ells el Projecte RHOI (Revealing Hominid Origin Initiative). El seu principal interès de recerca és l'evolució dels homínids en el context del canvi climàtic neogènic, tenint en compte el context faunístic i paleoecològic. L'objectiu principal és reconstruir la seva història evolutiva, en particular l'origen i la primera radiació d'aquest grup. Aquesta discussió aborda actualment la qüestió del paper de l'àrea mediterrània com el bressol d'Hominidae i dels dos clades principals que formen aquest grup, l'asiàtic (Pongo) i l'africà (Pan, Gorilla i Homo). Porta la direcció de dos importants jaciments a Catalunya:
- Can Llobateres (Sabadell), on recuperà restes de Dryopithecus laietanus (després també conegut com a Hispanopithecus laietanus), fòssil conegut com a Jordi, el primer català.[3]
- Barranc de Can Vila 1 (Els Hostalets de Pierola), on trobà Pierolapithecus catalaunicus, conegut com a Pau, i Anoiapithecus brevirostris, conegut com a Lluc.[3]

L'11 de juliol de 2018 va rebre el premi a la trajectòria professional de la Societat Catalana de Biologia.

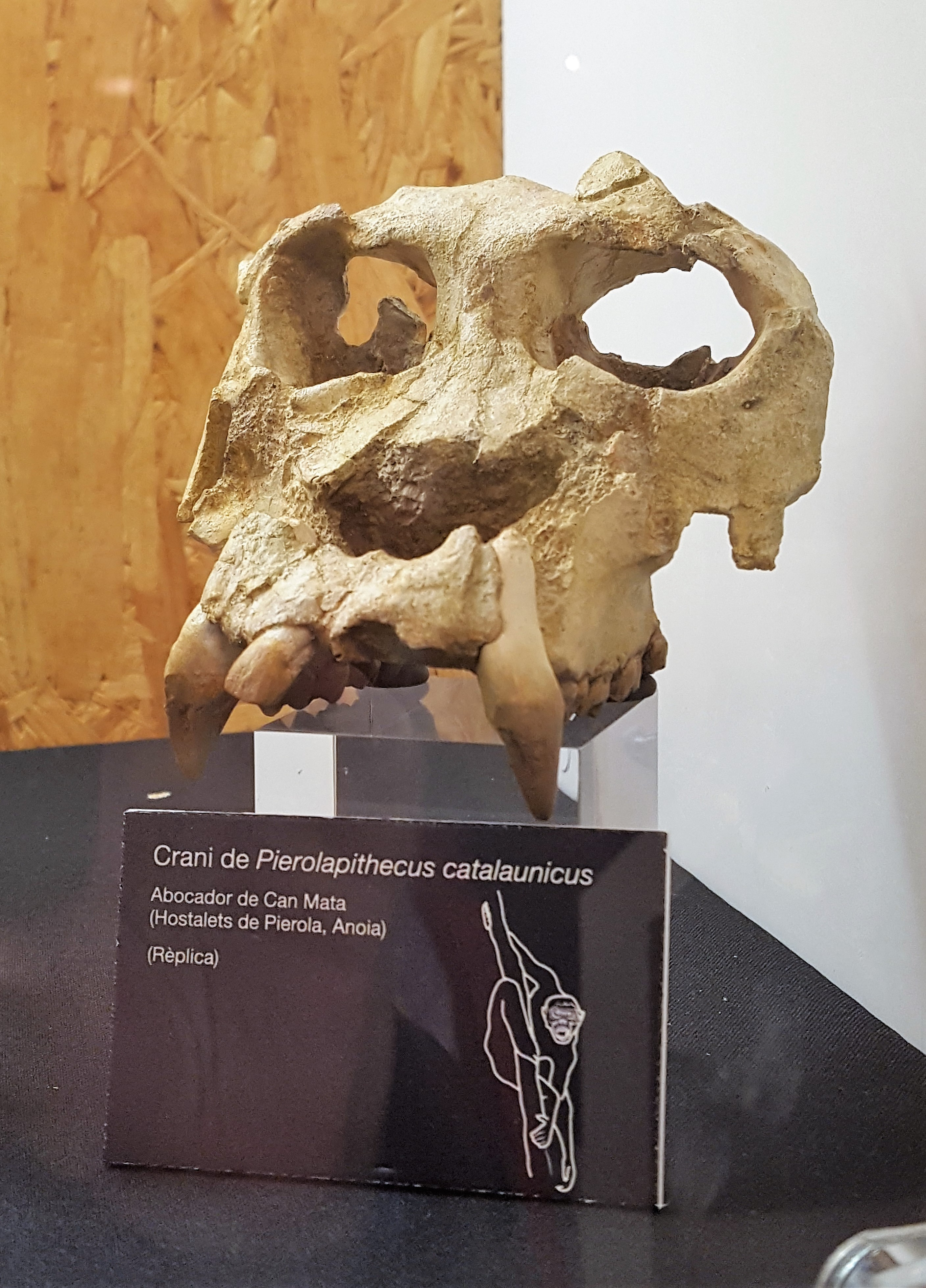
Rèplica del crani trobat de Pierolapithecus catalaunicus